# 奕樑
貝子銜奉恩鎮國公奕樑（1819年8月11日—1887年8月30日），貝子綿清第四子，母妻張佳氏，其父為那刑保，淳親王系第五代。
他在嘉慶二十四年六月（1819年）出生，道光十八年十二月（1838年）受封為三等鎮國將軍，到咸豐元年九月（1851年）接替父親成為淳親王第五代，但因為淳親王並非世襲罔替的爵位，因此他的封爵只是奉恩鎮國公。
同治十一年九月（1872年）朝廷賞賜他貝子頭銜，至光緒十三年七月（1887年）他去世，虛齡六十九岁，由三子載㷇襲封淳親王系第六代。